# Ernest Ord Lewin
Ernest Ord Lewin CB CMG DSO, britanski general, * 7. april 1879, † 10. maj 1950.